# 劳拉·缪尔
劳拉·缪尔（英語：Laura Muir，1993年5月9日—）是一名英国中长跑运动员。她专长于800米赛跑、1500米赛跑、3000米赛跑和5000米赛跑。她曾在2018年欧洲锦标赛上获得女子1500米冠军，一年后在2019年欧洲室内田径锦标赛上获得1500米和3000米项目的冠军。